# Kontakt-5

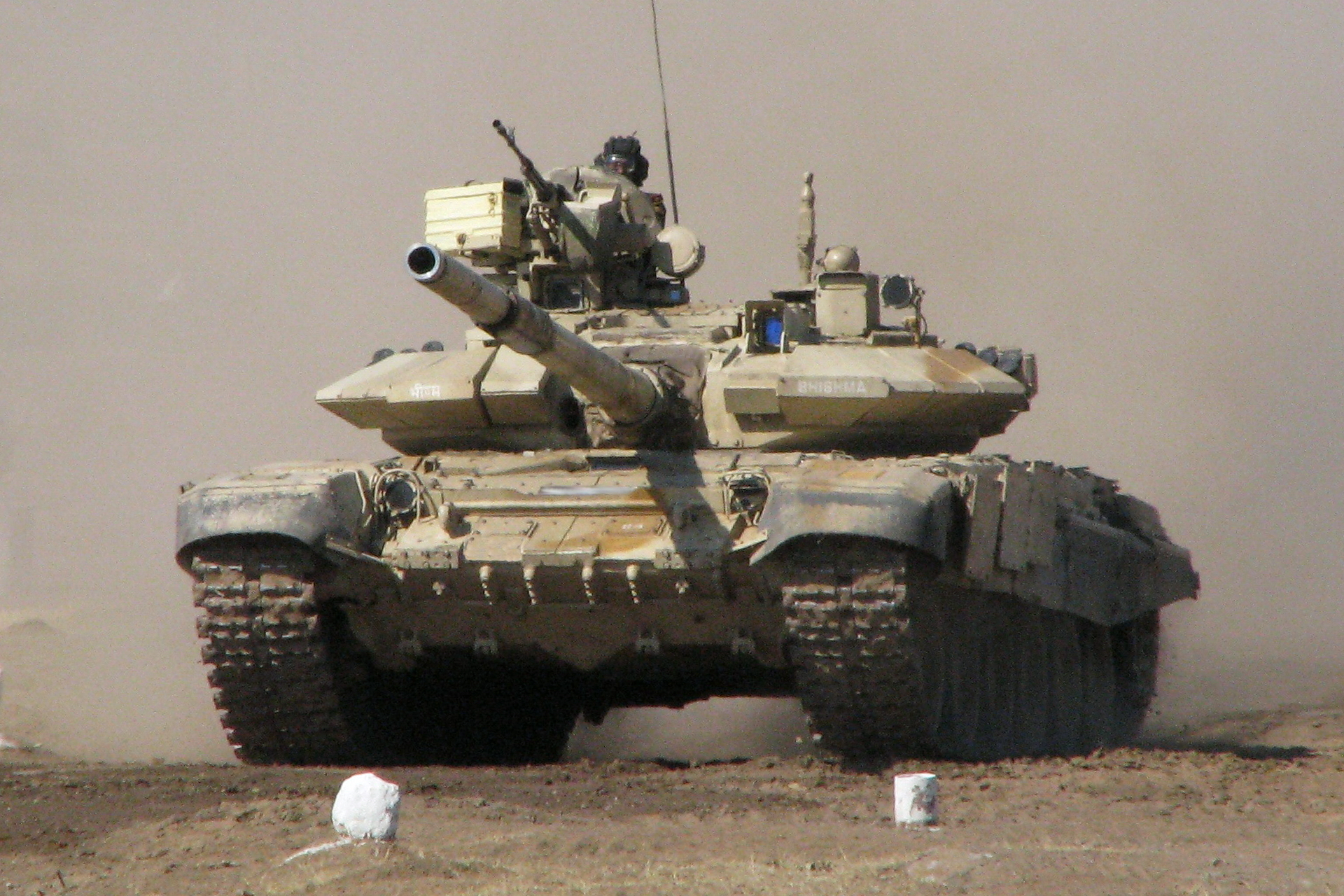
Blindaje reactivo avanzado Kontakt-5 montado en un T-90S del Ejército de India.

Kontakt-5 es un tipo de blindaje reactivo de tercera generación de origen soviético. Es el primer tipo de blindaje reactivo capaz de ofrecer protección efectiva contra munición APFSDS.
Compuesto de "ladrillos" de explosivo emparedados entre dos planchas de metal, entró en servicio en 1985 para equipar al tanque T-80U. Las planchas están dispuestas de forma tal que se mueven rápidamente de costado cuando el explosivo detona. Esto fuerza al perforante a atravesar más blindaje que el espesor propio de la plancha, ya que más metal se va anteponiendo al proyectil. El perforante también será sometido a poderosas fuerzas laterales, que podrían ser lo suficientemente grandes como para partir el proyectil en dos o más pedazos. Esto reduce significativamente las capacidades de penetración del perforante, ya que el punto de impacto se disipa a lo largo de un volumen mayor de blindaje. 
Nuevos perforantes, como los M829A2 y M829A3 estadounidenses, han sido mejorados para superar el diseño del Kontakt-5 (aunque también se le han hecho mejoras al Kontakt-5; ver T-84 y T-90). El M829A2 fue la respuesta inmediata, desarrollado, en parte, para enfrentar a los nuevos ladrillos de blindaje explosivo. El M829A3 incorpora más mejoras y está diseñado para hacer frente a futuros métodos de protección de blindados. Como respuesta al M829A3, el Ejército Ruso produjo el Relikt, su más moderno blindaje reactivo, que ofrecería el doble de protección que el Kontakt-5, mientras que el ejército ucraniano, diseñó el "Nozh", que ofrece protecciones similares al Relikt.
El blindaje Kontakt-5 es utilizado por Rusia y Ucrania.
El Kontakt-5 ha sido sucedido por el más nuevo Kaktus, que solo se ha visto en prototipos de tanque como el Chyorny Oryol.

### Desarrollos relacionados
- BREM-1
- BREM-84
- T-72
- T-80
- T-84
- T-90

### Artículos similares
- APFSDS
- Blindaje compuesto
- Blindaje reactivo